# Transrapid

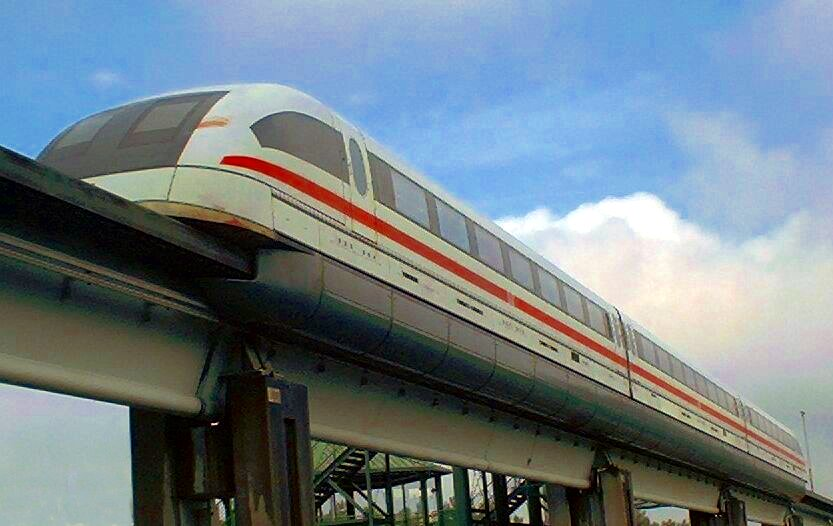
Transrapid TR-08

Transrapid je německý železniční systém technologie maglev. Ta je známa již od roku 1934, kdy ji vymyslel Hermann Kemper. Plánování systému Transrapid bylo zahájeno v roce 1969, v roce 1987 byla dokončena testovací trať u Lathenu v německém Emslandu (Dolní Sasko). V roce 1993 dosáhl na této trati Transrapid TR-07 rychlosti 450 km/h. V roce 2002 byla otevřena jediná komerční trať v Šanghaji (Čína) mezi městem (stanice Longyang Road) a letištěm (stanice Pudong). Na této trati dosáhl Transrapid SMT v roce 2003 rychlosti 501 km/h. Nejvyšší rychlost v běžném provozu je zde 431 km/h. Transrapid společně vyrábí firmy Siemens a ThyssenKrupp.

## Technika

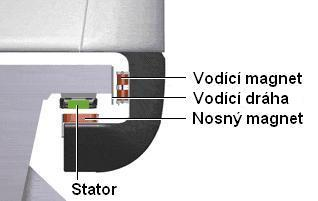
Magnety v Transrapidu

Synchronní bezdotykový lineární motor tohoto systému magnetické levitace je používán pro pohon a brzdění. Funguje jako elektromotor, jehož stator je rozříznutý a natažený pod dráhou. Nosný magnet působí jako rotor. Uvnitř motorových vinutí vytváří střídavý proud magnetické pole, které bezkontaktně pohybuje vozidlem. Rychlost se dá plynule regulovat změnami frekvence trojfázového střídavého proudu. Když se změní směr síly putujícího magnetického pole, stane se motor generátorem, který vozidlo bezdotykově brzdí.
Transrapid po ničem nejezdí, vznáší se. Elektronicky řízené nosné magnety jsou nainstalovány na obou stranách podél celého vozidla. Vodící magnety drží vozidlo zboku na dráze. Elektronika zajišťuje, aby vzdálenost 10 mm od tratě zůstávala stále stejná. Ke vznášení potřebuje Transrapid méně energie než jeho klimatizační zařízení. Systém vznášení je zásoben energií z baterií ve vlaku a je tedy na pohonu zcela nezávislý. Protože u Transrapidu neexistují žádné mechanické ztráty třením, potřebuje jen 5 km dlouhou dráhu, aby zrychlil z klidu na rychlost 300 km/h.

## Projekty

### Berlín – Hamburg

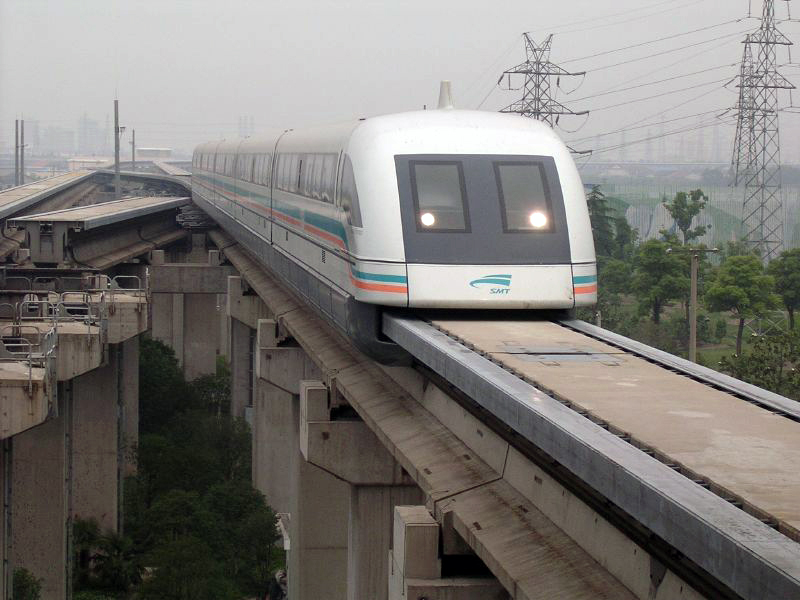
Transrapid Shanghai

O využití Transrapidu ve veřejné dopravě se poprvé začalo uvažovat v roce 1990, když měla být postavena vysokorychlostní trať Berlín – Hamburg. Transrapid neuspěl, přednost dostaly vlaky ICE.

### Šanghaj
První velký úspěch zaznamenal Transrapid v roce 2000. Čínská vláda se rozhodla pro výstavbu tratě magnetické rychlodráhy v Šanghaji. Trať byla uvedena do provozu v roce 2004. Vlak urazí 30km vzdálenost mezi centrem města a letištěm během 8 minut a dosáhne maximální rychlosti 431 km/h.

### Mnichov
K výstavbě podobné trati se už schylovalo v Mnichově. Trať měla spojovat mnichovské hlavní nádraží s mezinárodním letištěm. Vzdálenost 37 km měl Transrapid projet za 10 minut, ale 27. března 2008 německá vláda projekt pro extrémní cenový nárůst zastavila. Již dříve bavorská vládnoucí strana CSU prezentovala svůj negativní postoj k projektu. Ministr dopravy Wolfgang Tiefensee oznámil ukončení po rozhodujícím střetnutí v Berlíně, kde reprezentace firem, které měly trať budovat, oznámily změnu ceny z 1,85 mld. EUR na sumu přesahující 3 mld. (4,7 mld. USD).

### Blízký východ
Uvažuje se také o výstavbě tratě Transrapidu mezi Bahrajnem a Katarem a mezi íránskými městy Teherán a Mašhad.

### Nizozemsko
Jedním z projektů na tratě transrapid je i síť transrapidu v Nizozemsku, který vznikl na počátku tohoto století, a to v roce 2001.

### Výhledové projekty pro Evropu
V roce 1990 byla vypracována EU-Studie na případnou výstavbu tratí systému Transrapid ve východní Evropě. Jednalo se o tratě:
- Berlín – Varšava – Moskva[3]
- Berlín – Krakov – Kyjev
- Berlín – Praha – Vídeň – Bratislava – Budapešť – Soluň. V České republice by měly být stanice v Děčíně, Praze a Brně.[4]